# NGC 3896
NGC 3896 is een balkspiraalstelsel in het sterrenbeeld Grote Beer. Het hemelobject werd op 9 februari 1788 ontdekt door de Duits-Britse astronoom William Herschel.

## Synoniemen
- UGC 6781
- MCG 8-22-8
- ZWG 243.9
- KCPG 302B
- PGC 36897